# Hohberg (Fichtelgebirge)
Der Hohberg ist eine bewaldete Anhöhe westlich von Warmensteinach in Oberfranken. Der Gipfel liegt auf 863 m ü. NN inmitten der Königsheide im südwestlichen Fichtelgebirge.

## Geographie
Der Hohberg ist die höchste Erhebung der Königsheide.

## Gewässer
An der Westseite entspringt das Krebsbächlein, an der Ostseite der Große Farnbach.

## Geologie
Am Nordhang befindet sich die Felsformation Drei-Hirten-Stein, am Südhang der Jungfernbrunnen.

## Karten
- Fritsch Wanderkarte 1:50.000, Blatt 52, Naturpark Fichtelgebirge – Steinwald